# Ascesa degli Eldrazi

Il logo del set

Ascesa degli Eldrazi (Rise of the Eldrazi in inglese) è un'espansione del gioco di carte collezionabili Magic: l'Adunanza, edito da Wizards of the Coast. In vendita in tutto il mondo dal 23 aprile 2010, è il terzo e ultimo set del blocco di Zendikar, che comprende anche Zendikar e Worldwake.

## Caratteristiche
Ascesa degli Eldrazi è composta da 248 carte, stampate a bordo nero, così ripartite:
- per colore: 40 bianche, 40 blu, 40 nere, 40 rosse, 40 verdi, 1 multicolore, 25 incolori, 22 terre.
- per rarità: 100 comuni, 60 non comuni, 53 rare, 15 rare mitiche e 20 terre base.

Il simbolo dell'espansione è un edro completamente aperto, e si presenta nei consueti quattro colori a seconda della rarità: nero per le comuni, argento per le non comuni, oro per le rare e bronzo per le rare mitiche.
Ascesa degli Eldrazi è disponibile in bustine da 15 carte casuali e in 5 intro pack, che comprendono ciascuno una bustina da 15 carte casuali e un mazzo tematico precostituito da 41 carte.
Ascesa degli Eldrazi è stata presentata in tutto il mondo durante i tornei di prerelease il 17 aprile 2010, in quell'occasione è stata distribuita una speciale carta olografica promozionale: Emrakul, lo Strazio Eterno, che presentava un'illustrazione alternativa rispetto alla carta che si poteva trovare nelle bustine.

### Ristampe
Nel set sono state ristampate le seguenti carte da espansioni precedenti:
- Barricata di Guerra (dall'espansione Maschere di Mercadia)
- Cacciatore di Gloria (presente nell'espansione Assalto e nei set base Ottava Edizione e Nona Edizione)
- Castigo (dall'espansione Fortezza)
- Demistificare (presente nell'espansione Assalto e nei set base dall'Ottava Edizione alla Decima Edizione compresi)
- Raggio di Calore (presente nei set Saga di Urza e Battle Royale)
- Regredire (dall'espansione Mirrodin)
- Ritorno alla Natura (presente nelle espansioni Assalto e Frammenti di Alara e nei set base dall'Ottava Edizione a Magic 2010 compresi)
- Rivincita (dall'espansione Maschere di Mercadia)

## Novità
Questo set introduce diverse novità nel gioco, inclusi nuovi viandanti dimensionali e nuove abilità delle carte.

### Nuove abilità

#### Annientatore
È una nuova abilità presente sulle creature di tipo Eldrazi. Ogni volta che una creatura con Annientatore attacca, prima ancora che venga bloccata dalle creature dell'avversario o che infligga danno da combattimento, costringe il giocatore in difesa a sacrificare un certo numero di permanenti da lui controllati, (ogni carta ha indicato nel testo quanti permanenti vanno sacrificati, ad esempio Annientatore 4 significa che ogni volta che la creatura attacca l'avversario è costretto a mettere 4 permanenti nel Cimitero). Dato il vantaggio che fornisce quest'abilità, le creature che la possiedono normalmente hanno un costo di mana elevato.

#### Armatura totem
Questa è invece un'abilità presente in alcuni incantesimi di tipo Aura, ovvero quegli incantesimi che entrano nel campo di battaglia attaccati ad un altro oggetto, che diviene così incantato. Armatura totem permette di salvare letteralmente dalla morte il permanente che incanta (tipicamente una creatura), ovvero qualora il permanente stia per essere distrutto, l'aura con quest'abilità verrebbe distrutta al suo posto e tutti gli eventuali danni rimossi dal permanente incantato.

### Nuovi Planeswalker

#### Gideon Jura
Un viandante dimensionale che utilizza la magia bianca e pratica la ieromanzia, la magia della giustizia sacra. Il suo recente passato è intrecciato con quello della viandante Chandra Nalaar, che ha seguito per aiutarla fino a Zendikar.

#### Sarkhan il Folle
Nuova versione di Sarkhan Vol, viandante dimensionale originario del piano di Tarkir, apparso per la prima volta in Frammenti di Alara.